# جزیره پامبان
جزیره پامبان که به جزیره رامسوارام نیز معروف است، جزیره‌ای است که بین شبه‌جزیره هند و سری‌لانکا قرار دارد. این جزیره بخشی از هند است که در ایالت تامیل نادو است. این شهر بزرگ‌ترین جزیره تامیل نادو است.

## جغرافیا
جزیره پامبان حدود ۳۰ کیلومتر عرض دارد که از غرب جزیره به بقایای Dhanushkodi در سمت جنوب شرقی امتداد دارد. طول جزیره از ۲ کیلومتر در دماغه Dhanushkodi به ۷ کیلومتر در نزدیکی Rameswaram تغییر می‌کند. مساحت این جزیره حدود ۶۷ کیلومتر مربع است.

## جمعیت
Rameswaram با جمعیت ۳۸٬۰۳۵ (سرشماری سال ۲۰۰۱) بزرگترین و پرجمعیت‌ترین شهر در جزیره است. این یکی از مقدس‌ترین مراکز مذهبی هندو می‌باشد و محل زیارت هزاران هندو است در هر سال است. معبد Ramanathaswamy در Rameswaram طولانی‌ترین معبد در آسیا است. Rameswaram در مرکز این جزیره واقع شده‌است، که حدود ۱۱ کیلومتر از شهر Pamban و ۱۸ کیلومتر از Dhanushkodi فاصله دارد.